# Підпільне
Підпі́льне — село в Україні, в Піщанській сільській громаді Самарівського району Дніпропетровської області. Населення за переписом 2001 року становить 256 осіб.

## Населення

### Мова
Розподіл населення за рідною мовою за даними перепису 2001 року:
| Мова       | Кількість | Відсоток |
| ---------- | --------- | -------- |
| українська | 255       | 99.6%    |
| російська  | 1         | 0.4%     |
| Усього     | 256       | 100%     |

## Географія
Село Підпільне знаходиться біля витоків річки Підпільна, нижче за течією на відстані 12 км розташоване село Піщанка. Через село проходить автомобільна дорога Т 0425.